# Kabupaten de Manokwari du Sud
Le kabupaten de Manokwari du Sud (en indonésien : Kabupaten Manokwari Selatan) est une subdivision administrative de la province de Papouasie occidentale en Indonésie. Son chef-lieu est Ransiki.

## Géographie
Le kabupaten s'étend sur 2 812,44 km2 à l'est de la péninsule de Doberai et s'ouvre sur le golfe de Cenderawasih.

## Histoire
Il est créé le 17 novembre 2012 à partir d'une division du kabupaten de Manokwari.

## Démographie
La population s'élevait à 35 949 habitants en 2021.